# Aitor Oroza Flores
Aitor Oroza Flores (Bilbao, 17 de julio de 1976) es un deportista español que compitió en ciclismo adaptado. Representó a España en los Juegos Paralímpicos en 2008 y 2012.
Su mejor resultado en los Juegos Paralímpicos fue el séptimo puesto en la general y segundo en su categoría, logrado en 2008. compitió en varios campeonatos mundiales, ganador de dos medallas de oro en la contrarreloj individual y tres medalla de oro más en la carrera de ruta, tres de plata y una de bronce un total de 9 medallas mundiales otorgadas por la U.C.I. y catorce veces Campeón de España tanto en contrarreloj como en ruta.

## Personal
Oroza nació el 17 de julio de 1976 en Bilbao, y tiene parálisis cerebral. Vive en la Provincia de Vizcaya, País Vasco, y trabaja como empresario. En 2012, vivió en Los Altos, Burgos.

## Ciclismo
Oroza es un T1 ciclista clasificado.  Empezó con el deporte cuando tenía 18 años de edad.
En el Campeonato Mundial 2002 en Altenstadt, Oroza ganó dos medallas de plata. En el Campeonato Mundial de Suiza 2006, ganó un par de medallas de oro. En el Campeonato Mundial de 2007 en Burdeos, Francia, ganó una medalla de oro y otra de plata. Él compitió en los Juegos Paralímpicos de Pekín 2008.  Compitió en dos pruebas de ruta, su mejor resultado fue el séptimo, logrado en las pruebas de tiempo individuales.
En noviembre de 2008, Oroza participó en una exhibición de deporte paralímpico para escolares en Bilbao. En 2009, ganó una medalla de bronce y obtuvo el quinto puesto en el Campeonato de Ciclismo UCI Road World en Bogogno, Italia. Compitió en el Campeonato Mundial de Ciclismo 2010 en Baie Comeau, Canadá, terminó cuarto en la contrarreloj individual y en la prueba en línea. En las UCI Road World Championships 2011 en Dinamarca, obtuvo una medalla de plata y bronce. Compitió en los Juegos Paralímpicos 2012.  Compitió en dos eventos, él obtuvo el tercero y el quinto puesto.  Era uno de los siete competidores españoles de País Vasco para competir en loe Juegos.
En el evento 2013 Piacenza Paracycling, Oroza terminó primero en la clase T1. En julio de 2013, Kaletxiki, Andoáin  celebró un festival que incluyó una carrera de adaptación de la bicicleta.  Compitiendo en su triciclo, ganó el evento. Él compitió en el Campeonato Mundial 2013 en Canadá, donde se convirtió en un campeón en la prueba contrarreloj individual Terminó cuarto en el ciclismo en ruta T1.